# Кузьміних Сергій Володимирович
Сергій Володимирович Кузьміних (17 січня 1983 , Житомир )  — український бізнесмен, політик, народний депутат IX скликання від провладної партії Слуга народу.

## Освіта
1989—2000 — загальноосвітня школа № 26 Житомира.
З 2000 по 2005 рік навчався у Житомирському військовому інституті (спеціальність «Інженер-системотехнік»)

## Політика
На парламентських виборах 2019 року, Сергія обрано народним депутатом за одномандатним округом № 67 у Чуднівському районі Житомирської області від партії «Слуга Народу».
Член Комітету з питань здоров'я нації, медичної допомоги та медичного страхування, голова підкомітету з питань фармації та фармацевтичної діяльності.
У квітні 2023 став автором скандального законопроекту № 9223, що пропонував криминалізувати критику влади у соціальних мережах.
22 липня 2025 року проголосував за проєкт закону 12414, що обмежує Національне антикорупційне бюро України та Спеціалізовану антикорупційну прокуратуру. Закон викликав хвилю антикорупційних протестів.

## Розслідування

### Звинувачення у отриманні хабаря
28 січня 2022 року НАБУ заарештували Сергія під час отримання ним хабаря на 558 тис. грн за «допомогу» в перемозі на тендерах із державної закупівлі обладнання Лікарнню № 2 ім. Павлусенка Житомирської міськради. За даними слідства, за домовленістю з Сергієм 2021 року лікарня закуповувала обладнання (зокрема системи ультразвукової діагностики, МРТ та лапароскопічний набір для хірургічних процедур) на 40 млн грн, а Сергій отримав 30 % від договору (558 тис. грн) за сприяння в перемозі у тендерах. Згодом у партії Слуга народу підтвердили цю інформацію.
3 лютого 2022 року НАБУ оголосило Кузьміних в розшук, він кілька разів не приходив засідання Вищого антикорупційного суду під час розгляду справи. 15 липня 2022 року САП та НАБУ передали стороні захисту матеріали справи перед тим, як направити їх до суду.
23 вересня справу було скеровано до суду, Кузьміних звинувачували у порушенні за ч. 2 ст. 369-2 КК України «Зловживання впливом», обвинувальний акт вручили, однак Сергій відмовився брати документи та викинув їх з вікна автомобіля.
18 листопада 2022 року НАЗК повідомило про потенційний конфлікт інтересів члена комісії МОЗ Кузьміних. За інформацією НАЗК, він отримував гроші на свій благодійний фонд від іншого благодійного фонду, власником якого є керівник великої фармкомпанії в Україні.
22 травня 2025 року ВАКС вдруге відклав розгляд справи Кузьміних через його відрядження до Молдови, яке збігалося за датами із засіданням суду.

## Благодійний фонд
23 травня 2015 року брата Сергія, командира 90 ОАЕМБ 81 ОАЕМБр підполковника Олега Кузьміних було визволено з полону терористів «ДНР».
9 липня 2015 року було створено ГО «Житомирський обласний фонд братів Кузьміних», що ставив на меті допомогу пораненим на українсько-російській війні воїнам України. 2016 року стартували проєкти з надання ветеранам АТО безкоштовної юридичної, соціальної та психологічної допомоги, а також організації відпочинку сімей учасників АТО та іншої їх підтримки[джерело?].
У січні 2017 року, на кошти Фонду братів Кузьміних, у Житомирі було відкрито реабілітаційний центр для поранених військовослужбовців. З квітня того ж року, центр почав приймати на реабілітацію дітей з діагнозом дитячий церебральний параліч. Фонд утримує реабілітаційний центр за рахунок пожертв.
У вересні 2017 року, на кошти фонду було відкрито реабілітаційний центр у Черкасах.

## Родина
- Дружина — Кузьміних Олена Олексіївна.
- Діти — Ксенія, Руслан та Марія.
- Брат Олег Кузьміних — комбат «кіборгів»[22].